# 石井綾子
石井 綾子（いしい あやこ、1982年7月9日-）は、秋田放送の元アナウンサー。福島県郡山市出身。血液型はAB型。身長156cm。亜細亜大学卒業。

## 人物
- 東京アナウンスセミナーの6期生である。
- 2006年度秋田放送にアナウンサーとして入社。
- 同期のアナウンサーは酒井茉耶である。
- 九官鳥、ボビー・オロゴンのマネが得意である。
- 2009年『ごくせん THE MOVIE』のエキストラとして出演。同映画には日本テレビ系列28社のアナウンサーも出演。
- 2011年3月18日、日本テレビ系列『ごくせん THE MOVIE』のアナウンサー役のエキストラとして出演。セリフは「ご覧下さい」であった。日本テレビ系列28社のアナウンサーも出演。

## 社内での活動
- 竿燈まつりに町内会混合で参加していた。（川口竿燈会）
- 2007年『24時間テレビ』道の駅、募金キャラバン隊は県南地区を担当。
- 2009年8月29日、秋田放送アナウンサー陣、『週刊エビス堂』の出演者の商品をフリーマーケットに出品し、約1時間で完売させ25,859円を24時間テレビに寄付した。
- 2009年10月、初の海外ロケは韓国だった。
- 2009年、2010年はABSまつりで秋田放送アナウンサー陣と視聴者、リスナーとの交流を深めた。
- 2010年4月21日、ABSグルメフェアでは究極のモンブラン売り場に店員として立った。

## テレビ番組
- 2006年7月2日『1×8いこうよ!』（2006年6月11日ロケ・「ゆうドキっ!」でも放送）では、観光組合員の河野真也の手伝いをし、鬼漬けで初グルメレポートに挑戦。
- 2010年2月7日『ほっこり県南冬まつりガイド』を田村修と務めた。横手やきそばを食べるシーンが流れた[2]。
- 2010年12月18日『月刊 元気一番"生"テレビ』は七戸十和田駅、道の駅しちのへから出演した。報告は無かったが事実上、最終出演[1][3]。

## ラジオ番組
- 入社直前、ラジオ番組『No.5』（現在は終了）にゲスト出演したことがある。
- 2007年7月『J-Hits COUNTDOWN』マンスリーパーソナリティーを務めた。
- 2010年9月25日『ミュージックサプリ』のMr.children特集をもって後輩の清家康広に引き継いで卒業。

## 担当番組

### テレビ
- ドキっ!ドキっ!ヨンチャン情報
- 地デジインフォメーション（ミニ番組）
- ゆうドキっ!（2007年4月 - 2008年3月）月曜～水曜日司会。ただし2007年4月 - 8月までは水曜日のみ。
- Newsリアルタイムあきた（2008年3月31日 - 2009年3月27日）ヤンマーそら色 月曜～水曜日担当
- 週刊エビス堂 (2009年度 - 2010年12月25日）おいしい中継（Oh!ishii Live）担当
- 月刊 元気一番"生"テレビ（ミヤギテレビ制作、2008年度 - 2010年12月18日）秋田担当

### ラジオ
- ごくじょうラジオ(2007年4月 - 2010年12月31日) - 木・金曜日担当(13:00-15:54)[4]
- ミュージックサプリ（2009年4月 - 2010年9月、土曜日12:00-12:30）
- お誕生日おめでとう - 不定期